# کریس هلدن-رید
کریس هُلدن-رید (انگلیسی: Kris Holden-Ried؛ زادهٔ ۱ اوت ۱۹۷۳) بازیگر اهل کانادا است. وی دانش‌آموختهٔ دانشگاه کنکوردیا است و از سال ۱۹۹۵ میلادی تاکنون مشغول فعالیت بوده‌است و قهرمان سوارکاری و شمشیربازی است.
از فیلم‌ها یا برنامه‌های تلویزیونی که وی در آن نقش داشته است، می‌توان به کلاریس، دارک وب: سیکادا ۳۳۰۱، آکادمی آمبرلا،  گستره،  وایکینگ‌ها،  ارو،  ماده تاریک،  اساسینز کرید: سندیکا، باارزش‌ترین بازیکن، زیستگاه، گذرگاه، سخن‌چینی، دگراسی: نسل بعدی، تودورها، کی-۱۹: ویدومیکر، حساب هیجانی و جهان زیرین: بیداری اشاره کرد.